# Guarda Nacional do Níger
A Guarda Nacional do Níger (em francês:  Garde Nationale du Niger), anteriormente conhecida como Forces Nationales d’Intervention et de Securité (1997-2011) e Garde Republicaine (1963-1997), é um corpo paramilitar das Forças Armadas do Níger sob o controle do Ministério do Interior, Segurança Pública e Descentralização, comandada pelo comandante superior da guarda nacional.

## História

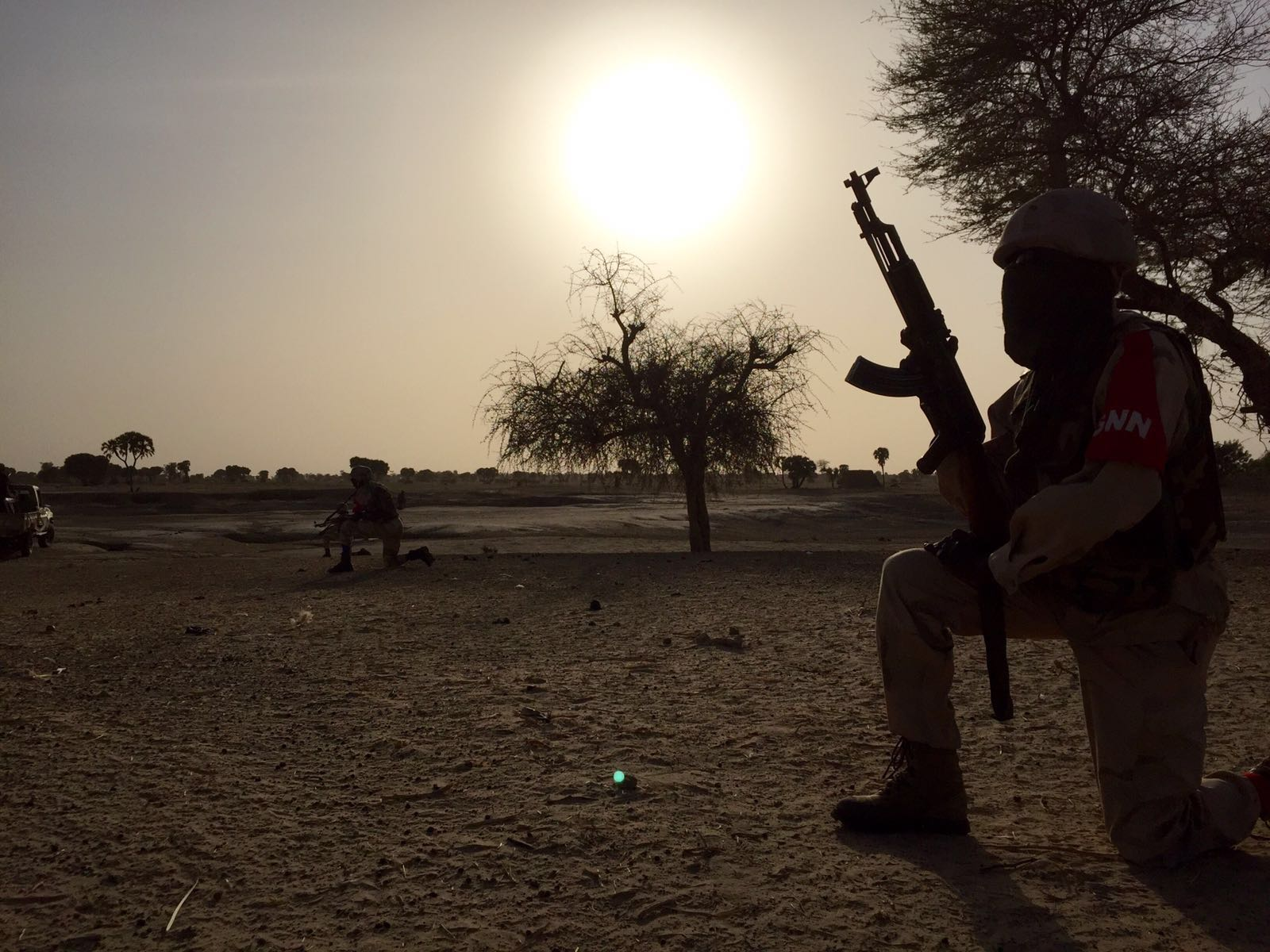
Um soldado da Guarda Nacional observa o horizonte na vila de Zenam Kelouri, em 29 de fevereiro de 2016, onde o exército do Níger enfrentava ataques de combatentes do Boko Haram.

A Guarda Nacional foi criada pela primeira vez em 1963 como a Guarda Republicana sob a presidência do presidente Diori Hamani. Devido à sua lealdade ao presidente Hamani, após o golpe de 1974 do presidente Seyni Kountche, foi reestruturada para garantir a lealdade a Seyni Kountche. Durante esses anos, a guarda tinha como função principal proteger o presidente e era composta por soldados de elite treinados por oficiais marroquinos. Após os acordos de paz de 1995 entre o governo do Níger e os grupos rebeldes tuaregues, foi reestruturado e renomeado para "Forces Nationales d'Interventions et Securité" (FNIS). Os membros ex-rebeldes foram reinseridos nesse órgão conforme os termos dos acordos de paz. Anteriormente sob a autoridade do Ministério da Defesa, a guarda nacional foi transferida para a autoridade do Ministério do Interior em 2003. Fiel à sua tradição, a Guarda Nacional manteve-se leal ao Presidente Tandja Mamadou na sua tentativa de prolongar a sua presidência para além dos limites constitucionais do seu mandato. Mais tarde, durante o golpe militar de 2010, a Guarda Nacional defendeu sem sucesso o presidente Tandja Mamadou. Em 2010 e 2011, vários decretos e portarias governamentais procederam à sua reorganização e renomeação para Guarda Nacional do Níger.

## Missão

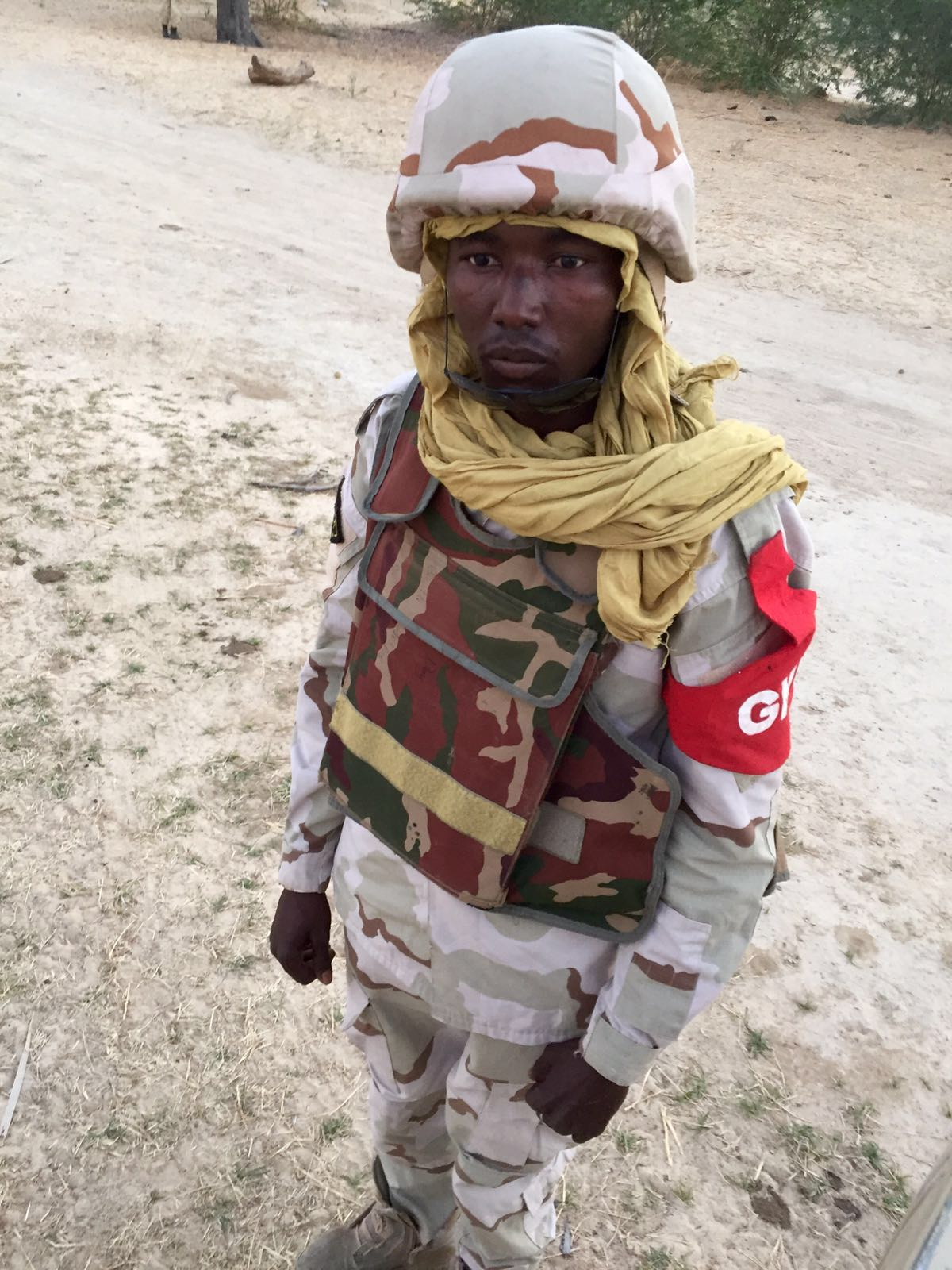
Um pessoal da Guarda Nacional desdobrado em Diffa contra o Boko Haram em 2016.

A missão da Guarda Nacional do Níger é definida pela portaria n°201-61 de 7 de outubro de 2010 e consiste em: 
- monitoramento do território nacional
- manter a segurança pública e restabelecer a ordem pública
- proteger edifícios públicos, pessoas e suas propriedades
- participando da preparação para emergências de defesa
- realização de inquéritos judiciais e administrativos
- realização de tarefas de policiamento em áreas rurais e pastorais
- prestação de serviços de honra para as autoridades
- fornecer proteção às instituições republicanas
- participando da operação de defesa territorial
- prestação de serviços de administração, gestão e monitorização das prisões
- participando de atividades de desenvolvimento no país (ou seja, operações humanitárias)
- participando da manutenção da paz nos compromissos internacionais assumidos pelo Níger,
- Protegendo o meio ambiente
- busca e detecção de crimes sob as leis criminais
- prestar assistência às autoridades administrativas e às representações diplomáticas e consulares do Níger